# گلن هیون (حوزه سرشماری)، ویسکانسین

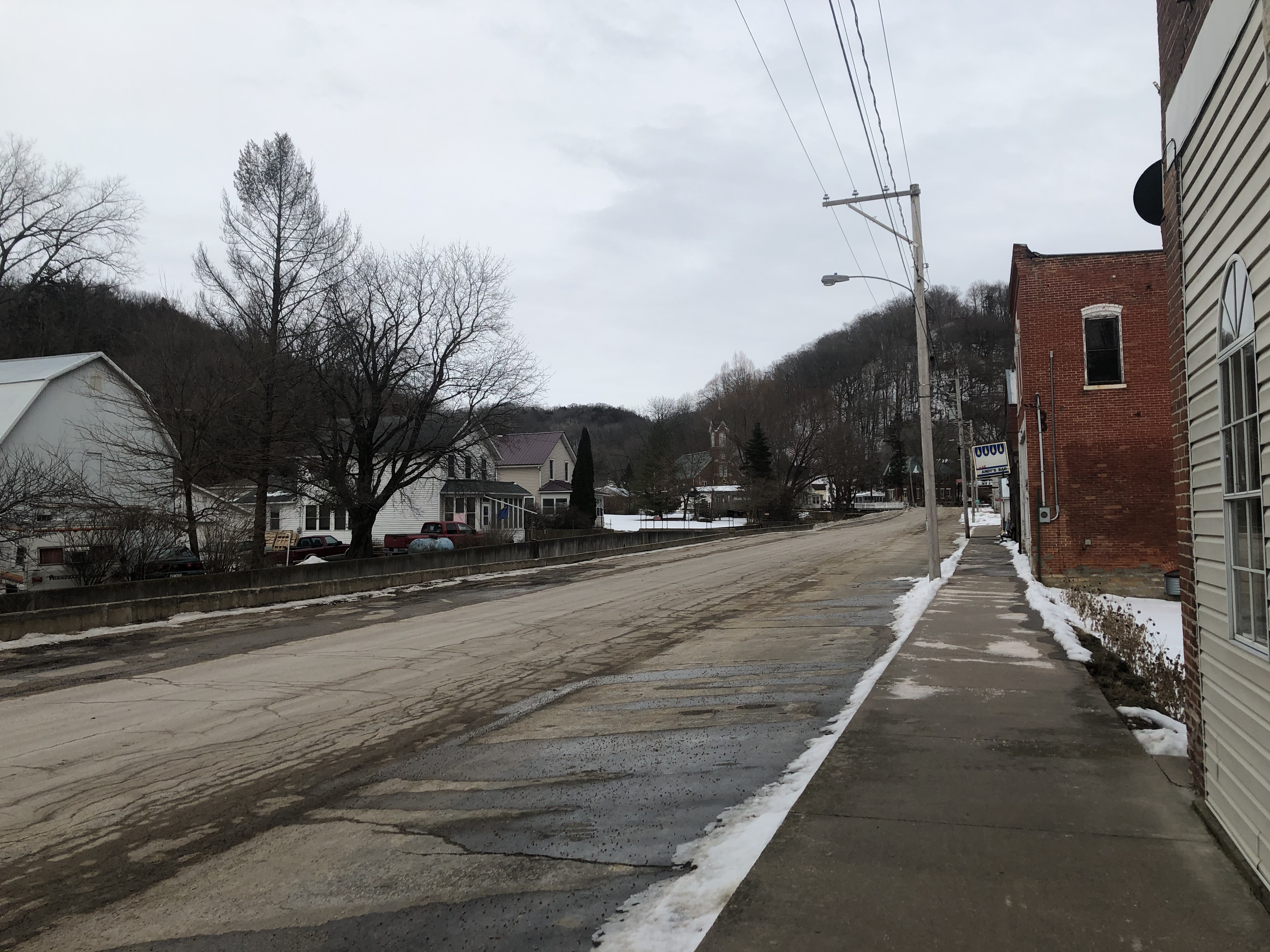
گلن هیون (حوزه سرشماری)، ویسکانسین

گلن هیون (به انگلیسی: Glen Haven) یک منطقهٔ مسکونی در ایالات متحده آمریکا است که در شهرستان گرنت، ویسکانسین واقع شده‌است. گلن هیون ۷۳ نفر جمعیت دارد و ۱۹۹٫۰۴ متر بالاتر از سطح دریا واقع شده‌است.